# Orlando Pereiro
Orlando Pereiro (* 9. Dezember 1982 in Puigcerdà) ist ein spanischer Eishockeyspieler, der seit 2001 beim CG Puigcerdà in der spanischen Superliga unter Vertrag steht.

## Karriere
Orlando Pereiro begann seine Karriere als Eishockeyspieler in der Nachwuchsabteilung des CG Puigcerdà, für dessen erste Mannschaft er in der Saison 2003/04 sein Debüt in der Spanischen Superliga gab. Gleich in seiner ersten Spielzeit gewann der Verteidiger mit seiner Mannschaft den Spanischen Pokal. Diesen Erfolg konnte er mit seinem Team 2005, 2007, 2008, 2009 und 2010 wiederholen. Zudem gewann Pereiro mit Puigcerdà 2006, 2007 und 2008 jeweils den Spanischen Meistertitel.

### International
Für Spanien nahm Pereiro im Juniorenbereich ausschließlich an der U20-Junioren-D-Weltmeisterschaft 2002 teil. Im Seniorenbereich stand er im Aufgebot seines Landes bei den C-Weltmeisterschaften 2002, 2003, 2004, 2005,  2007 und 2008.

## Erfolge und Auszeichnungen
| - 2004 Spanischer Pokalsieger mit dem CG Puigcerdà - 2005 Spanischer Pokalsieger mit dem CG Puigcerdà - 2006 Spanischer Meister mit dem CG Puigcerdà - 2007 Spanischer Meister mit dem CG Puigcerdà - 2007 Spanischer Pokalsieger mit dem CG Puigcerdà | - 2008 Spanischer Meister mit dem CG Puigcerdà - 2008 Spanischer Pokalsieger mit dem CG Puigcerdà - 2009 Spanischer Pokalsieger mit dem CG Puigcerdà - 2010 Spanischer Pokalsieger mit dem CG Puigcerdà |